# Качулат кърлежов паяк
Качулатите кърлежови паяци (Ricinoides sjostedtii) са вид паякообразни от семейство Ricinoididae.
Таксонът е описан за пръв път от Ханс Якоб Хансен през 1904 година.